# Fioltjärnen, Dalarna
Fioltjärnen är en sjö i Leksands kommun i Dalarna och ingår i Dalälvens huvudavrinningsområde.